# قضية الاغتصاب الجماعي في دلهي 2012
شملت قضية الاغتصاب الجماعي في دلهي 2012 على اغتصاب واعتداء مميت وقع في يوم 16 ديسمبر 2012 على جيوتي سينغ وهي طالبة علاج فيزيائي متدربة تبلغ من العمر 23 عاماً، ووقعت عملية الاغتصاب والاعتداء في أحد أحياء جنوب دلهي بالهند من قبل ستة ذكور في حافلة ثم تم رميها إلى الشارع، توفيت سينغ أثناء علاجها في مستشفى بسنغافورة يوم 29 ديسمبر. قبل ذلك، خضعت السيدة للعلاج في مستشفى صفدر جنك مربوطة بأجهزة التنفس الصناعي على إثر الاعتداء، وعانت من تمزقات وتهتكات شديدة في الأعضاء الداخلية وتم إزالة جزء من أمعائها الدقيقة وكان هناك حديث عن أنها تحتاج لزراعة أعضاء، ثم نقلت إلى سنغافورة لاستكمال محاولة إنقاذها بسبب حالتها الحرجة.

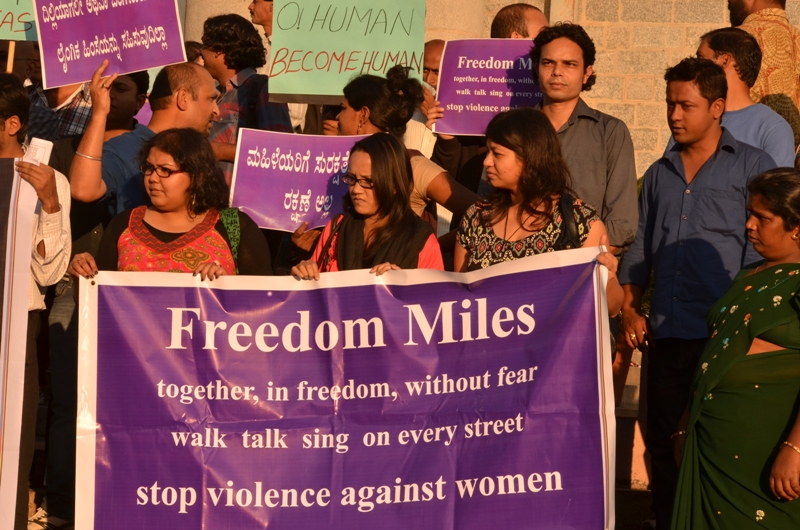
صورة من المظاهرات المطالبة بتحقيق العدالة في محاكمة المجرمين المتهمين بالاعتداء المميت والاغتصاب في واقعة الاغتصاب الجماعي في دلهي 2012

حرّك وقع الجريمة مظاهرات انتشرت في دلهي وعدة مدن في أنحاء البلاد. القلق الأساسي كان إهمال شرطة دلهي في حماية المواطنات، وردت السلطات على المظاهرات بضرب المتظاهرين بالغاز المسيل للدموع والعصي ورشهم بخراطيم المياه، وإغلاق محطة المترو ومنع التجمعات والتعتيم الإعلامي. جراء المصادمات بين الشرطة والمتظاهرين، أصيب 100 شخص، وقتل شرطي.
حصلت الحادثة على تغطية دولية، وشجبتها من قبل هيئة الأمم المتحدة للمساواة في النوع وتمكين النساء، التي دعت حكومة الهند وحكومة دلهي لعمل كل المستطاع للقيام «بإصلاحات راديكالية»، و«ضمان العدالة» ومد اليد بخدمات عامّة متماسكة لجعل حياة النساء أكثر أمنًا.
في 1 سبتمبر، 2013 حُكم على أصغر المدانين بالاغتصاب، الذي كان يبلغ من العمر 17 عامًا فقط عند وقوع الجريمة، وحصل على 3 سنوات سجنًا في مركز لسجن القصر. وفي 14 سبتمبر، صدر الحكم بالإعدام للمتهمين الأربعة الآخرين، عبر والد الضحية عن سروره وقال أنه تم إحقاق العدالة.